# آلانا بودن
آلانا بودن (انگلیسی: Alana Boden؛ زادهٔ ۱۹۹۷ (۲۷–۲۸ سال)) بازیگر است. وی از سال ۲۰۱۱ میلادی تاکنون مشغول فعالیت بوده‌است.
او در فیلم دعوت‌نامه بازی کرده است.